# Peștera Fugarilor
Peștera Fugarilor, din Munții Pădurea Craiului, se prezintă sub forma unui tunel cu o lungime mică, complet luminată natural. Ea este integrată traseului de drumeție punct galben de pe versantul drept al defileului Crișului Repede.